# Waldemar Mazurkiewicz
Waldemar Erazm Mazurkiewicz (ur. 3 czerwca 1938 w Warszawie), syn Aleksandra i Wacławy – dyplomata, funkcjonariusz służb specjalnych PRL (Biuro A i Biuro Śledcze MSW). W 1964 odbył oficerski kurs specjalistyczny Biura Śledczego Służby Bezpieczeństwa w Centrum Wyszkolenia MSW w Legionowie. Od 1.01.1972 do 25.01.1979 służba w Wydziale Informacji i Sprawozdawczości Gabinetu Ministra SW. 
Od 12 grudnia 1978 pracował w stałym przedstawicielstwie PRL przy ONZ w Nowym Jorku jako szyfrant. Przeszedł na stronę amerykańską w roku 1980, informując m.in. o systemach łączności i funkcjonariuszach wywiadu PRL działających za granicą. Jego zdrada spowodowała konieczność zmiany systemu szyfrowego PRL w łączności z zagranicą. W dn. 29 kwietnia 1982 Sąd Warszawskiego Okręgu Wojskowego w Warszawie skazał go zaocznie na karę śmierci, pozbawienie praw publicznych na zawsze oraz konfiskatę mienia na rzecz skarbu państwa. O wyroku poinformowała Trybuna Ludu 12 maja 1982 r.